# Bitume (jeu de rôle)
Pour les articles homonymes, voir Bitume (homonymie).
Bitume est un jeu de rôle dans le genre post-apocalyptique (dans un monde inspiré de celui du film Mad Max).

## Histoire éditoriale
Bitume est le premier jeu de rôle de Croc ; le jeu a été créé en 1984, la première version éditée date de 1986. Une deuxième édition suit en 1987, accompagnée de cinq suppléments. 
En 1992, une cinquième édition est éditée sous le titre Bitume MK5,. Elle est suivie par deux suppléments : Paris-Brest et Pizza Piquette.
La sixième (publié en 1996) est une édition « spécial anniversaire » regroupant de nombreux bonus ainsi que la majorité des informations contenues dans le supplément « acide formique ». Elle n'est suivie d'aucun supplément.
L'éditeur Raise Dead Éditions travaille pendant plusieurs années sur une réédition du jeu ; un kit de démonstration est annoncé pour la fin de l'été 2016. Une campagne de financement participatif a lieu en avril 2019, via le site GameOnTabletop. Cette édition sort en 2021. Le système de jeu est modifié, pour utiliser une « version adaptée » du système des Chroniques Oubliées.

## L'univers de jeu

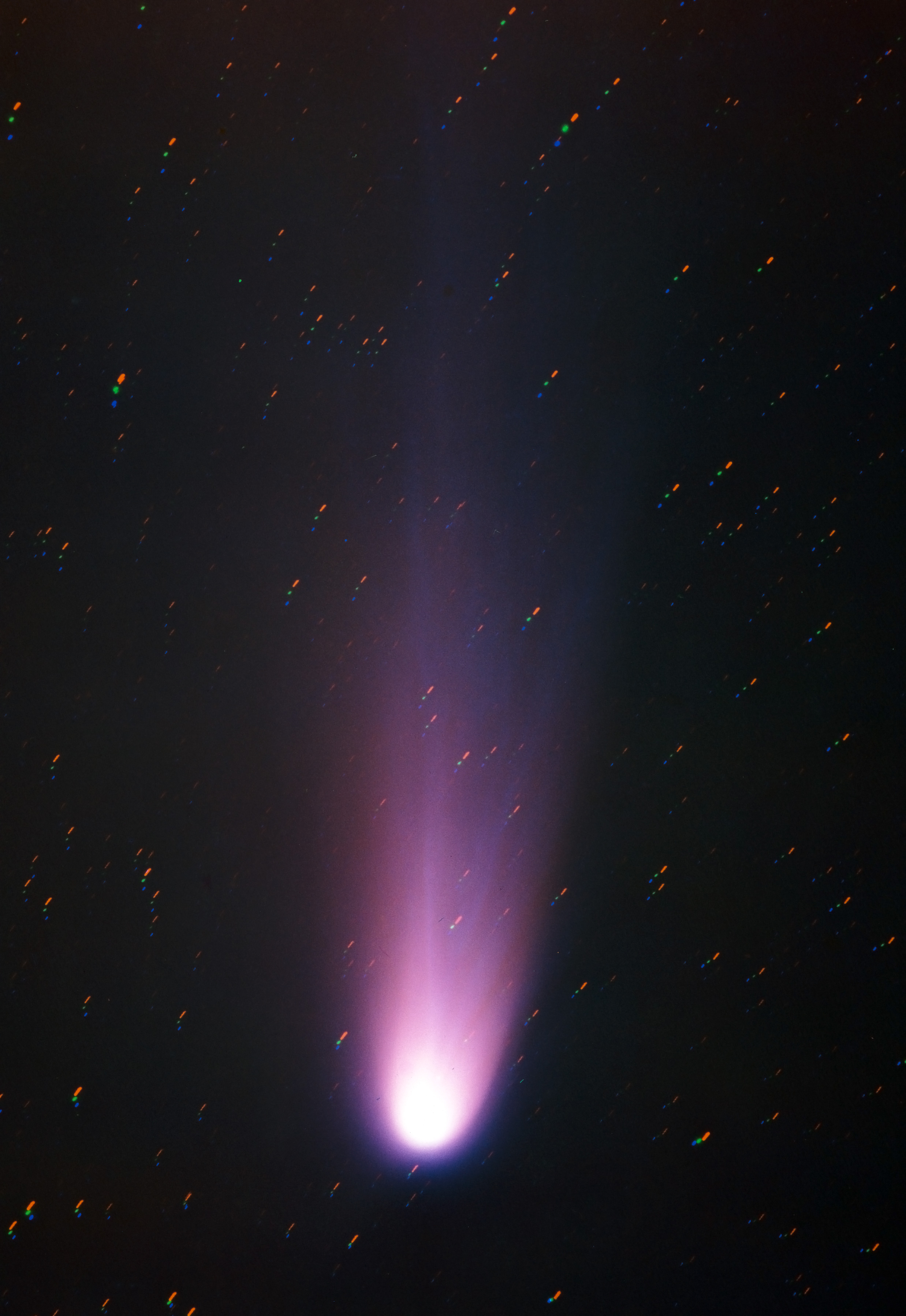
Photo de la comète de Halley lors de son passage le 9 février 1986.

L'univers est violent mais plein d'humour. L'action se déroule en France dans les années 2020, quarante ans après que la comète de Halley a frôlé la Terre en 1986 (un thème d'actualité à l'époque de la première version). En plus des nombreux cataclysmes déclenchés par la comète (tremblements de terre, raz de marée, éruptions volcaniques...), une maladie a frappé les survivants, leur faisant perdre tout souvenir. Les humains se sont regroupés en tribus (punks, skins, Indiens, Hell's Angels, Fils du Métal, Amazones, Garagistes…) et ont pour seul but de survivre, en se procurant de la nourriture, du carburant, etc., par le pillage, le troc ou la fondation de nouvelles structures. Comme dans Mad Max, les véhicules à moteur jouent un grand rôle dans ce jeu. Selon André Foussat, la différence avec les films Mad Max réside "dans la diversité des tribus et les talents des personnages". Fabrice Colin, dans sa critique de la sixième édition, considère que les tribus sont "le gros point fort" de ce jeu.

## Les règles
Selon Pierre Rosenthal, Croc introduit dans Bitume une notion « nouvelle » en France (mais pas aux USA) : des points de création permettent d'acheter des talents, qui peuvent être augmentés en achetant des défauts.

## Suppléments
Peu de suppléments sont venus compléter ce jeu (en voici une liste qui tend à l'exhaustivité):
- La compagnie de l'ombre
- France 2009
- Sur la piste des drakkars
- Acide formique
- Paris Brest
- Pizza piquette